# Deseta Vlada Republike Hrvatske
Deseta Vlada Republike Hrvatske saziv je Vlade Republike Hrvatske, kojoj je mandat započeo 12. siječnja 2008., a završio 6. srpnja 2009. Predsjednik Vlade bio je Ivo Sanader. Deseta Vlada, bila je koalicijska vlada sastavljena od HDZ-a, HSS-a, HSLS-a i SDSS-a, te ima koalicijski sporazum s manjinskim zastupnicima i HSU-a.

## Sastav
| Ime i prezime                       | Dužnost                                                         | Vrijeme obnašanja dužnosti                   |
| ----------------------------------- | --------------------------------------------------------------- | -------------------------------------------- |
| Ivo Sanader (HDZ)                   | predsjednik                                                     | od 12. siječnja 2008. do 6. srpnja 2009.     |
| Jadranka Kosor (HDZ)                | potpredsjednica                                                 | od 12. siječnja 2008. do 6. srpnja 2009.     |
| Jadranka Kosor (HDZ)                | ministrica obitelji, branitelja i međugeneracijske solidarnosti | od 12. siječnja 2008. do 6. srpnja 2009.     |
| Damir Polančec (HDZ)                | potpredsjednik                                                  | od 12. siječnja 2008. do 6. srpnja 2009.     |
| Damir Polančec (HDZ)                | ministar gospodarstva                                           | od 12. siječnja 2008. do 6. srpnja 2009.     |
| Đurđa Adlešič (HSLS)                | potpredsjednica                                                 | od 12. siječnja 2008. do 6. srpnja 2009.     |
| prof. dr. sc.Slobodan Uzelac (SDSS) | potpredsjednik                                                  | od 12. siječnja 2008. do 6. srpnja 2009.     |
| Damir Bajs (HSS)                    | ministar turizma                                                | od 12. siječnja 2008. do 6. srpnja 2009.     |
| mr. sc. Božo Biškupić (HDZ)         | ministar kulture                                                | od 12. siječnja 2008. do 6. srpnja 2009.     |
| Petar Čobanković (HDZ)              | ministar regionalnog razvitka, vodoopskrbe i šumarstva          | od 12. siječnja 2008. do 6. srpnja 2009.     |
| Gordan Jandroković (HDZ)            | ministar vanjskih poslova i europskih integracija               | od 12. siječnja 2008. do 6. srpnja 2009.     |
| Božidar Kalmeta (HDZ)               | ministar mora, prometa i infrastrukture                         | od 12. siječnja 2008. do 6. srpnja 2009.     |
| Branko Vukelić (HDZ)                | ministar obrane                                                 | od 12. siječnja 2008. do 6. srpnja 2009.     |
| Ivan Šuker (HDZ)                    | ministar financija                                              | od 12. siječnja 2008. do 6. srpnja 2009.     |
| Ivan Šimonović (nestranački)        | ministar pravosuđa                                              | od 10. listopada 2008. do 6. srpnja 2009.    |
| Ana Lovrin (HDZ)                    | ministrica pravosuđa                                            | od 12. siječnja 2008. do 10. listopada 2008. |
| Marina Matulović-Dropulić (HDZ)     | ministrica zaštite okoliša, prostornog uređenja i graditeljstva | od 12. siječnja 2008. do 6. srpnja 2009.     |
| dr. sc. Darko Milinović (HDZ)       | ministar zdravstva i socijalne skrbi                            | od 12. siječnja 2008. do 6. srpnja 2009.     |
| Božidar Pankretić (HSS)             | ministar poljoprivrede, ribarstva i ruralnog razvitka           | od 12. siječnja 2008. do 6. srpnja 2009.     |
| dr. sc. Dragan Primorac (HDZ)       | ministar znanosti, obrazovanja i športa                         | od 12. siječnja 2008. do 6. srpnja 2009.     |
| Tomislav Karamarko (nestranački)    | ministar unutarnjih poslova                                     | od 10. listopada 2008. do 6. srpnja 2009.    |
| Berislav Rončević (HDZ)             | ministar unutarnjih poslova                                     | od 12. siječnja 2008. do 10. listopada 2008. |
| Jagoda Premužić                     | tajnica Vlade                                                   | od 12. siječnja 2008. do 6. srpnja 2009.     |

## Poveznice
- Vlada Republike Hrvatske
- Popis hrvatskih predsjednika Vlade
- Predsjednik Vlade Republike Hrvatske

## Vanjske poveznice
- Kronologije Vlade RH  Arhivirana inačica izvorne stranice od 1. srpnja 2007. (Wayback Machine)
- Vlada RH